# Tote Fische von einem Hunde bewacht
Tote Fische von einem Hunde bewacht ist ein Gemälde, das sich einst im Suermondt-Ludwig-Museum in Aachen befand. Es trug die Inventarnummer GK 411. Sein Verbleib ist unbekannt.

## Beschreibung
Das Bild zeigt eine Freiluftszene. Im Vordergrund, pyramidal aufgestapelt, finden sich zahlreiche Nordseefische, umgeben von lebendem Geflügel. Auf einem Baum auf der linken Seite des Bildes sind zwei fauchende Katzen mit gesträubtem Fell zu sehen, von denen die untere mit der linken Vorderpfote einen der Fische gepackt hat und von dem Stapel nach oben zieht. Die Diagonale von links oben nach rechts unten, die durch die beiden Katzen begonnen wird, setzt sich in dem halb aufgerichteten Körper eines Hundes auf der rechten Bildseite fort, der seine Vorderpfoten offenbar auf einen hinter den Fischen liegenden Baumstamm stützt und mit gefletschten Zähnen bellt. Während die Katzen ihre Blicke auf den Hund gerichtet halten, hat dieser zwar die Augen nach rechts verdreht, wendet seinen Kopf aber den Räubern nicht zu, sondern ist vom Betrachter des Bildes aus gesehen schräg von vorn dargestellt. Den rechten Abschluss des Gemäldes bildet ein abgestorbener, aber noch stehender Baum, der nach rechts geneigt und von Efeu umrankt ist. Der Hintergrund ist mehr oder weniger flächig ausgeführt. Auf einem Stein befinden sich die Signatur „F. Snyders“ und die Jahreszahl 1620; beide wurden schon 1883, als der erste Katalog des Museums in Aachen erstellt wurde, als falsch angesehen. 
Damals wurde das Gemälde Giuseppe Recco zugeschrieben, einem neapolitanischen Stilllebenmaler. Wurde eine Herkunft des Bildes aus Italien noch bis ins 21. Jahrhundert für wahrscheinlich gehalten, weil z. B. der exaltierte Ausdruck der aufgeregten Tiere in diese Richtung wies, so kam man von diesem Gedanken nach einem Hinweis auf die Herkunft der abgebildeten Fische durch Thomas Fusenig ab. Die Tatsache, dass diese Fische samt und sonders aus der Nordsee zu stammen scheinen, spricht für eine Herstellung des Bildes in den Niederlanden. Frans Snijders oder Frans Snyders, den die Signatur als Urheber des Bildes nennt, war an dessen Entstehung wahrscheinlich eher nicht beteiligt. Hella Robels wies darauf hin, dass sich in seinem Œuvre keine direkten Bezüge zu diesem Bild finden lassen und dass auf seinen Fischstillleben die Tiere kunstvoller drapiert sind als bei dem vorliegenden Gemälde. Auch fühlte sich Robels vor allem durch die Katzendarstellung eher an den Snyders-Schüler Paul de Vos erinnert, der den Ausdruck der Tiere jedoch nicht so stark forciert habe wie der Maler des diskutierten Bildes.

## Provenienz
Das Bild befand sich um 1830 in der Sammlung Fries in Wien. Es gelangte als Stiftung von Barthold Suermondt 1882 in den Besitz des Aachener Museums und ist offenbar in den Wirren des Zweiten Weltkriegs verlorengegangen.

## Ausstellung
In den Jahren 2008 und 2009 veranstaltete das Suermondt-Ludwig-Museum, das unter anderem auf eine Sammlung von Glasnegativen zurückgreifen konnte, auf denen ein Teil seiner früheren Besitztümer dokumentiert ist, eine Ausstellung zu seinen verlorenen Bildern unter dem Titel Schattengalerie. Hier war auch Tote Fische von einem Hunde bewacht als Nr. 101 vertreten.